# Rhynchospora rupestris
Rhynchospora rupestris là loài thực vật có hoa trong họ Cói. Loài này được A.C.Araújo & W.W.Thomas mô tả khoa học đầu tiên năm 2008.